# Pianura della Siberia Orientale
La Pianura della Siberia Orientale (in russo Восточно-Сибирская низменность?, conosciuta anche come pianura Jano-Indigirko-Kolymskaja, Яно-Индигиро-Колымская, o del Litorale, Приморская) è una vasta pianura paludosa situata nell'estremo nord-est della Sacha (Jacuzia), in Russia.

## Descrizione
Di forma approssimativamente triangolare, misura circa 1 300 chilometri da est a ovest e 1 100 chilometri da nord a sud, restringendosi gradualmente verso sud scendendo in profondità nel continente. Ad eccezione di una piccola sezione all'estremità meridionale, la regione della pianura si trova quasi interamente a nord del Circolo polare artico. A nord, è bagnata dal mare di Laptev e dal mare della Siberia orientale. Le basse Isole della Nuova Siberia, divise dalla terraferma dallo stretto di Laptev, e le Isole Medvež'i rappresentano una continuazione della pianura continentale.
Alcune creste montane, tra cui il Kjundjuljun, le Alture Polousnyj, gli Ulachan-Sis, l'Altopiano Kondakov e i Suor-Ujata, così come le valli di grandi fiumi, la dividono in diverse morfologie più piccole, le più significative delle quali sono il bassopiano della Jana e dell'Indigirka, a ovest del fiume Indigirka, il bassopiano della Kolyma, a est, nel bacino del fiume Kolyma e il bassopiano di Abyj, oltre a vaste pianure alluvionali, paludose e punteggiate da migliaia di laghi.
A ovest, sud e sud-ovest la pianura è limitata dagli Altopiani della Siberia Orientale, tra cui le catena dei Monti di Verchojansk e dei Monti Čerskij e dalle loro zone pedemontane, così come dall'altopiano dell'Alazeja, e, ad est, dall'estremità occidentale dall'Altopiano dell'Anadyr' e dall'Altopiano degli Jukagiri.
I principali fiumi che attraversano la pianura sono: Jana, Indigirka e Kolyma e i loro affluenti, nonché i fiumi Alazeja, Sundrun e Chroma.